# Don Martin
Don Martin (Paterson, 18 de maio de 1931 - Miami, 6 de janeiro de 2000) foi um cartunista americano cujo trabalho mais conhecido foi publicado na revista Mad entre 1956 a 1988. Sua popularidade e proeminência foram tais que a revista promoveu Martin como "Mad's Maddest Artist" (O artista mais louco da Mad).

## Primeiros anos
Nascido em 18 de maio de 1931 em Paterson, Nova Jersey, e criado nas proximidades de Brookside e Morristown, Martin estudou ilustração e arte na Newark School of Fine and Industrial Arts entre 1949 e 1951 e, posteriormente, formou-se na Academia de Belas Artes da Pensilvânia, na Filadélfia em 1952. Em 1953, trabalhou brevemente como vitrinista e montador de quadros antes de fornecer colagens e mecânicas para vários clientes de impressão em offset e iniciar sua carreira como cartunista e ilustrador freelancer.
Martin sofreu de problemas oculares por toda a vida. Passou por dois transplantes de córnea: o primeiro, em 1949, aos 18 anos, e o segundo, quarenta anos mais tarde, em 1989. Após o primeiro procedimento, a cabeça de Martin teve de ser mantida no lugar por três dias com um par de sacos de areia para impedir o movimento.
Pouco antes de seu trabalho na Mad, Don Martin ilustrou as capas de alguns lendários artistas de jazz da Prestige Records, incluindo o álbum de 1956 de Miles Davis Miles Davis and Horns (Prestige LP 7025). Ele também fez o Art Farmer Septet (Prestige LP 7031), Sonny Stitt / Bud Powell / J.J. Johnson (Prestige LP 7024), Trombone By Three de Kai Winding (Prestige LP 7023) e The Brothers (Prestige LP 7022) de Stan Getz. Ele também desenhou cartões e ilustrações de revistas de ficção científica.

## Carreira naMad
Martin levou seu portfólio para os escritórios da Mad em 1956 e recebeu imediatamente uma tarefa. "Os primeiros desenhos que eu trouxe para eles eram meio engessados", ele lembrou mais tarde. "Havia um tipo muito duro em qualidade de desenho - eu estava usando uma linha muito fina. Eles me incentivaram a me soltar um pouco e foi o que fiz".
Martin, muitas vezes, foi anunciado como "Mad's Maddest Artist." Considerando que outras seções da revista, recorrentes ou não, normalmente eram encabeçadas com títulos "departamento", cheios de trocadilhos, o trabalho de Martin sempre foi marcado apenas com o seu nome—"Don Martin Dept."—mais alarde, presumivelmente, sendo desnecessário.
Em seu auge, cada edição da Mad normalmente publicava três tiras de Martin de uma ou duas páginas cada. Mas Martin também fez vários trabalhos mais longos, incluindo paródias de poemas de escritores como Longfellow, Coleridge e Clement Clarke Moore, coleções temáticas de piadas sobre um único tema como Moisés, super-heróis ou Drácula, bem como paródias completas da série de TV Gentle Ben. e do filme Excalibur. Ele também desenhou  material bônus de inserção para "Especiais Mad", como adesivos e cartazes